# برنارد كارون
برنارد كارون (بالفرنسية: Bernard Caron)‏ (11 أغسطس 1952 بيلي بيرسلاو فرنسا - ) هو لاعب كرة قدم فرنسي، يلعب كمدافع.

## روابط خارجية
- برنارد كارون على موقع قاعدة بيانات كرة القدم.إي يو (الإنجليزية)
- برنارد كارون على موقع عالم كرة القدم.نت (الإنجليزية)